# Saint-Valérien (Yonne)
Saint-Valérien település Franciaországban, Yonne megyében. Lakosainak száma 1806 fő (2022. január 1.). Saint-Valérien La Belliole, Brannay, Dollot, Fouchères, Montacher-Villegardin, Villebougis és Villeneuve-la-Dondagre községekkel határos.

## Népesség
A település népessége az elmúlt években az alábbi módon változott:
| Lakosok száma | 1703 | 1677 | 1707 | 1681 | 1704 | 1727 | 1750 | 1771 | 1806 |
|               | 2013 | 2015 | 2016 | 2017 | 2018 | 2019 | 2020 | 2021 | 2022 |